# Edmund von Oesterreich
Edmund Edgar von Oesterreich (* 6. Mai 1870 in Sankt Petersburg; † 10. Dezember 1946 in Hamburg-Barmbek) war ein deutscher Bankier und Geschäftsinhaber der Norddeutschen Bank.
Von Oesterreich war seit 6. Juli 1905 Direktor und stieg in den 1920er Jahren zum persönlich haftenden Gesellschafter und Leiter der Kreditabteilung auf. Er war zudem Mitglied des Aufsichtsrates der Banco de Chile y Alemania und der Deutschen Werft AG zu Hamburg. 1929 erfolgte seine Wahl zum Mitglied des Aufsichtsrates der Norddeutschen Bank.
Sein Schwiegervater war Max von Schinckel, sein Neffe der Schauspieler und Regisseur Axel von Ambesser und sein Großneffe der Bankmanager Constantin von Oesterreich.

## Weitere Aufsichtsratsmandate
- Guano-Werke AG, Hamburg
- Vereinigte Jute-Spinnereien und Webereien AG, Hamburg
- Baumwoll-Import AG, Hamburg
- Lübeck-Büchener Eisenbahn-Gesellschaft, Lübeck
- Hamburg-Bremer Feuerversicherungs-Gesellschaft, Hamburg